# IJsbrand van Hamelsveld
IJsbrand van Hamelsveld, né le 7 février 1743 à Utrecht et mort le 9 mai 1812 à Amsterdam, est un homme politique néerlandais.

## Biographie
IJsbrand van Hamelsveld est un pasteur calviniste puis professeur de théologie à l'université d'Utrecht, de 1784 à 1787. Après la répression prussienne de septembre 1787, il est chassé de l'université et perd ses droits civiques en raison de son soutien au mouvement patriote. 
Le 19 février 1795, il entre à la municipalité provisoire de Leyde et est élu député de Hoorn à la première assemblée nationale batave le 27 janvier 1796. À l'assemblée, qu'il préside du 28 novembre au 12 décembre 1796, il se prononce contre l'émancipation des Juifs. Après le coup d'État du 22 janvier 1798, il est arrêté et emprisonné à la Huis ten Bosch.

## Publications
- De Bijbel verdedigd (8 vol., Amsterdam 1783)
- De voortreffelijkheid. nuttigheid en noodzakelijkheid van de geschiedenissen des O.T. betoogd in een redevoering over 1 Cor. X: 11 (Utrecht 1783)
- Aardrijksk. des Bijbels, 6 vol. (Amsterdam 1790-'96)
- Het Oude en Nieuwe Testament en de Apocryfe Boeken met aanm., 16 vol. (Amsterdam 1791)
- De welmeenende raadgever, 5 vol. (Amsterdam 1791)
- De zedelijke toestand der Nederl. natie op het eind der XVIIIe eeuw (Amsterdam 1791)
- Brief behelzende eenige bijzonderheden wegens B. Meulman (Amsterdam 1791)
- De Vraagal (6 vol., Leiden en Amsterdam 1791-'96)
- Nodig bericht aan het publiek nopens de handelingen van P. van Hemert omtrent hem (Amsterdam 1793)
- Bijbelgeschiedenis (2 vol., Amsterdam 1797)
- Algem. kerkelijke Geschied. der Christenen, vervolgd door A. Ypey (26 vol., Haarlem 1799-1817)
- De gesch. van Abraham voor kinderen (Amsterdam 1804)
- De gesch. van Jakob voor kinderen (Amsterdam 1805)
- De bijbel uit het Hebr. en het Gr. (Amsterdam 1805)
- Rom. geschiedenissen, van M. Stuart verkort (4 vol., met pl., Amsterdam 1806)
- Gesch. der Joden sedert de verwoesting van stad en tempel tot den tegenwoordigen tijd (Amsterdam 1807)